# Neoregelia 'Fireball'
Neoregelia 'Fireball' (ook bekend als Neoregelia schultesiana nom. nud. en Nidularium schultesianum nom. nud. Fire Ball) is een plant uit de bromeliafamilie (Bromeliaceae) die veel wordt gekweekt als sierplant. Het gewas is waarschijnlijk afkomstig uit Brazilië, maar er zijn geen natuurlijke groeiplaatsen bekend. Deze vermoedelijke soort is nooit wetenschappelijk beschreven en heeft daarom geen geldige wetenschappelijke naam.

## Beschrijving
Neoregelia 'Fireball' is een relatief kleine bromelia met platte, brede, trechtervormige bladrozetten van circa 15 cm doorsnede. De bladeren zijn lijnvormig, hard en glad, de bladtop is spits. Het bij weinig licht egaal groene blad kleurt bij sterke belichting vanuit het midden van het rozet diep rood. De plant neemt water op dat in de rozetten blijft staan en zo een phytotelma vormt.

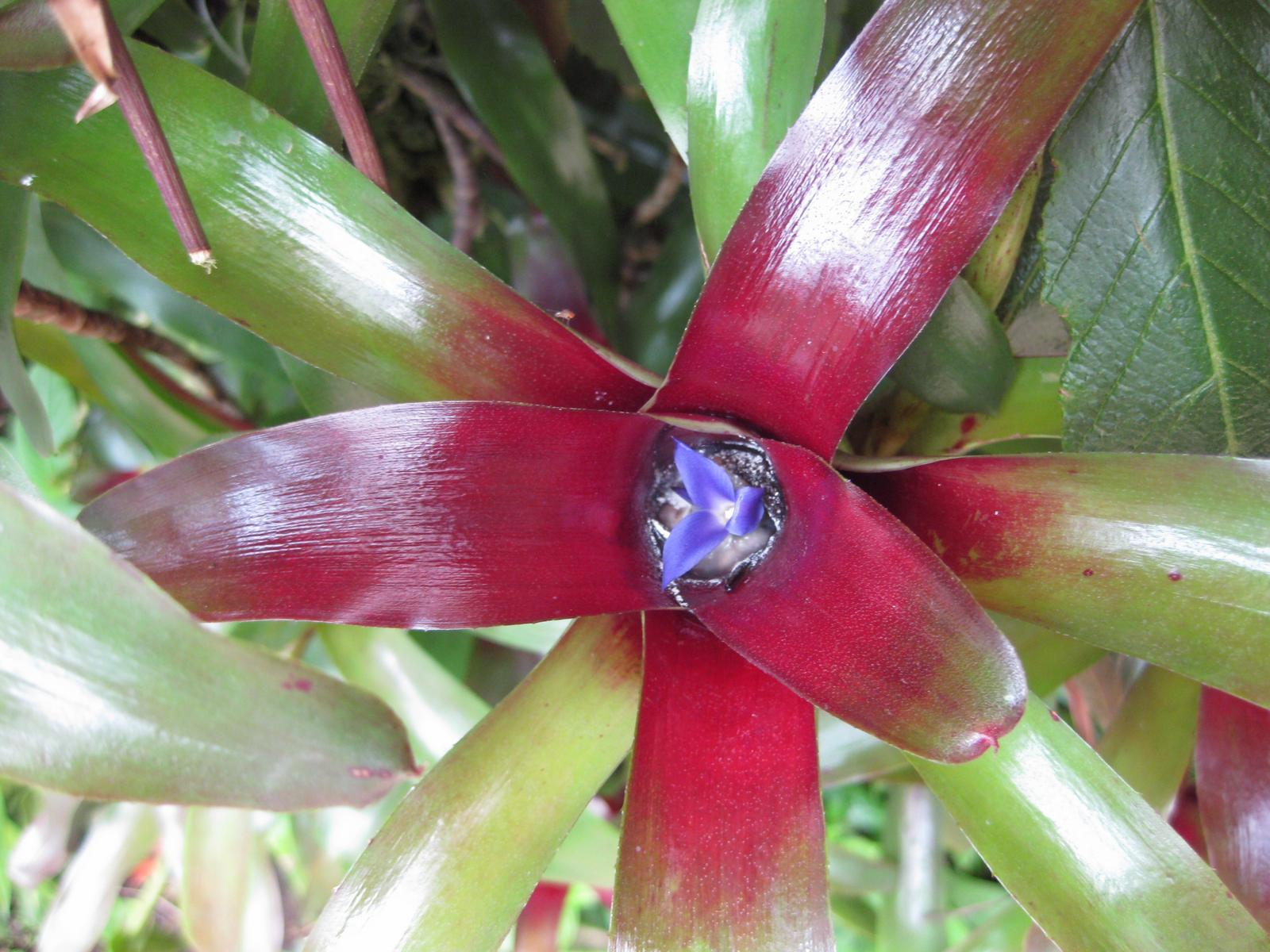
Bloeiwijze en rode verkleuring van het blad.

'Fireball' groeit - naar is aan te nemen - epifytisch op boomtakken. Het wortelstelsel is zwak ontwikkeld en dient voornamelijk als houvast.
De bloeiwijze verschijnt eindstandig (midden in het rozet) en ligt daarin verzonken, omgeven door de rode schutbladeren. De onaanzienlijke, lavendelblauwe bloempjes hebben uitgespreide, spitse kroonbladen, een kenmerk dat het geslacht Neoregelia onderscheidt van het er op lijkende geslacht Nidularium.
De rozetten van 'Fireball' bloeien slechts één keer en sterven dan af. De plant vormt echter rijkelijk dochterplanten, die aan het uiteinde van circa 5 cm lange, houtachtige uitlopers ontspruiten, en niet direct naast de moederplant. Zo kan een heel netwerk van met elkaar verbonden rozetten ontstaan.

## Herkomst
Het geslacht Neoregelia komt vooral voor in de regenwouden van Oost-Brazilië en ook wel in Oost-Colombia, Ecuador en Oost-Peru. 'Fireball' lijkt inheems te zijn in Brazilië, maar het is niet bekend waar.

### Ontdekking
De enige bekende in het wild gevonden exemplaren van 'Fireball' waren afkomstig uit een zending bromelia's die Nat DeLeon, directeur horticultuur van de Floridase dierentuin Parrot Jungle, in 1960 ontving van de Braziliaanse plantenverzamelaar Walter Doering. In een begeleidend briefje merkte Doering op: "Neoregelia of Aechmea, kleine plant, geheel mahoniekleurig. Bloemen nog niet gezien." Van de vier toegezonden planten bleef er maar één in leven, die zich door kindplantjes echter gemakkelijk liet vermeerderen. Dit exemplaar was anders dan in Doerings beschrijving vrijwel geheel groen, maar in de felle Floridase zon keerde de roodbruine kleur snel terug.
DeLeon zou Doering herhaaldelijk om meer informatie hebben gevraagd, maar nooit een reactie hebben gekregen. Omdat hij geen ongeïdentificeerde planten in omloop wilde brengen, deelde hij aanvankelijk alleen stekken met de bevriende bromeliakweker Ralph Davis. Later stond hij echter toe dat deze de plant, in afwachting van een wetenschappelijke beschrijving, onder de voorlopige cultivarnaam Neoregelia 'Fireball' in de handel bracht.

### Classificatie
DeLeon stuurde in 1967 een bloeiend exemplaar ter determinatie aan de in bromelia's gespecialiseerde botanicus Lyman Bradford Smith. Die zou hebben geantwoord dat het een nieuwe soort betrof, maar dat meer onderzoek nodig was. Verder zou DeLeon ook van Smith niets meer hebben vernomen.
Lyman B. Smith en Robert Jack Downs voerden 'Fireball' in hun monografie Bromelioideae (Bromeliaceae)  (1979) op als hybride. Als referentie gaven ze een artikel van kweker Ervin Wurthmann, dat deze classificatie echter niet ondersteunt.
In afwijking van het oordeel van Smith en Downs lijkt de consensus te zijn dat 'Fireball' geen hybride is, maar een eigen soort. Een wetenschappelijke beschrijving blijft uit omdat veel taxonomen daarvoor informatie over de natuurlijke habitat cruciaal achten. Daar komt bij dat na decennia kweken en kruisen (zie hieronder) niet meer duidelijk is hoe de "echte" 'Fireball' eruit hoort te zien.

De Braziliaanse staten waar varianten van Neoregelia 'Fireball' in het wild zouden zijn gevonden: groen Espírito Santo (Neoregelia 'Greenball'), rood Rio de Janeiro (Neoregelia 'Red Of Rio')

### Wilde varianten
Orchideeënverzamelaar Luciano Zappi vond in 1992 in de Braziliaanse staat Espírito Santo een sterk op 'Fireball' lijkende plant. Deze Neoregelia 'Fireball' Green of Neoregelia 'Greenball' blijft veel groener dan 'Fireball', maar kan wel rode vlekken vertonen.
Ook Neoregelia 'Red Of Rio' zou uit de natuur afkomstig zijn. De Australische kweker Olwen Ferris kocht in 1962 een stek van een plant die volgens de verkoper was opgekweekt uit zaad dat was verzameld in de bergen bij Rio de Janeiro, ten zuiden van Espírito Santo. 'Red Of Rio' zou een iets grotere versie van 'Fireball' zijn. Er wordt echter ook beweerd dat deze plant niet meer is dan een kloon van DeLeons oer-'Fireball'. De naam 'Fireball' zou in Australië worden gebruikt voor planten die afkomstig zijn van DeLeon en de naam 'Red Of Rio' voor planten uit de verzameling van Davis.
De cultivar Neoregelia 'Baby Doll' is volgens opgave van de kweker een kruising tussen 'Fireball' en 'Red Of Rio'. Deze plant heeft groen blad met rode vlekjes.

### Neoregelia schultesiana
Neoregelia 'Fireball' is al zeker sinds begin jaren 70 in de handel als Neoregelia schultesiana. Ook de namen Neoregelia schultziana en (in Nederland) Nidularium schultesianum komen voor. Dit zijn nomina nuda, benamingen die ogen als wetenschappelijke namen, maar waar geen wetenschappelijke publicatie achter schuilgaat. Het verhaal gaat dat de naam Neoregelia schultesiana afkomstig is van Lyman B. Smith, maar hij heeft die nooit gepubliceerd. Hij is wel de naamgever van Navia schultesiana (1944) en Vriesea schultesiana (1954), twee bromeliasoorten die in Colombia zijn ontdekt door de Amerikaanse bioloog Richard Evans Schultes.

## Vermeerdering
'Fireball' is eenvoudig vegetatief te vermeerderen door kindplantjes te verwijderen en apart op te kweken. Ze zijn levensvatbaar als ze één derde van de grootte van de moederplant hebben bereikt.
De soort is zoals de meeste bromelia's niet zelfbestuivend. Aangezien alle bekende exemplaren klonen (stekken) van dezelfde plant zijn, is vermeerdering uit zaad in principe niet mogelijk. De Australische kweker Allan Ladd creëerde echter een zelfbestuivende 'Fireball' - of althans een niet daarvan te onderscheiden plant - door stuifmeel van de verwante soort Neoregelia compacta over te brengen op 'Red Of Rio'. Dit stuifmeel zou de moederplant niet hebben bevrucht, maar deze tot zelfbestuiving hebben aangezet. De nakomelingen hiervan zouden zuivere, uit zaad vermeerderbare 'Fireballs' of 'Red Of Rio's' zijn. Volgens een andere lezing zou er echter eerst wel degelijk een kruising tussen Neoregelia compacta en 'Red Of Rio' zijn ontstaan, die Ladd vervolgens terugkruiste met 'Red Of Rio'. De hieruit voortgekomen zelfbestuivende planten zouden dan "pseudo-'Fireballs'" met compacta-bloed zijn.

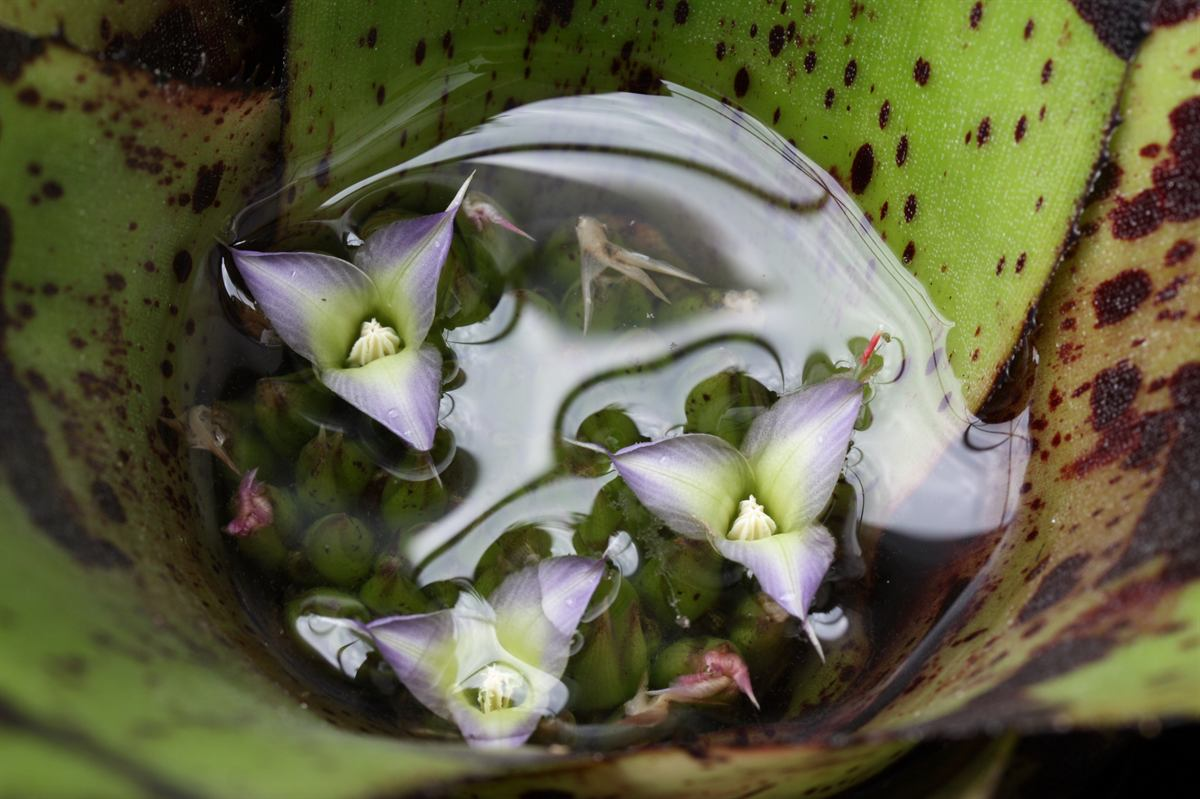
Neoregelia 'Apollo's Poetry': kruising tussen Neoregelia 'Emily' en Neoregelia Rainbow. 'Emily' is een kruising tussen Neoregelia 'Fireball' en Neoregelia 'Green Apple'.

## Hybriden
Er wordt veel met Neoregelia's gekweekt. De soorten zijn goed met elkaar te kruisen en dit levert steeds nieuwe, meer of minder decoratieve vormen op. Bij meer dan 180 als cultivar geregistreerde kruisingen is volgens de beschrijving 'Fireball' betrokken. Het gaat hier vaak om complexe hybriden als Neoregelia ((carolinae × (((concentrica × johannis) 'Vulkan' × chlorosticta) × farinosa)) 'Painted Lady' × (lilliputiana × 'Fireball')) 'Peter Pink'.

### Bonte vormen
Erg populair zijn bonte vormen van 'Fireball', in de handel vaak aangeboden als (Neoregelia schultesiana of Nidularium schultesianum) Fireball Bont, Fireball Striped, Striped Fireball of Striped Fireball Bont. Hoewel zulke vormen vegetatief kunnen ontstaan door mutatie bij kindplantjes of weefselkweek gaat de Australische bromelia-expert Derek Butcher ervan uit dat het kruisingen met Neoregelia carolinae of Neoregelia 'Meyendorfii' betreft.

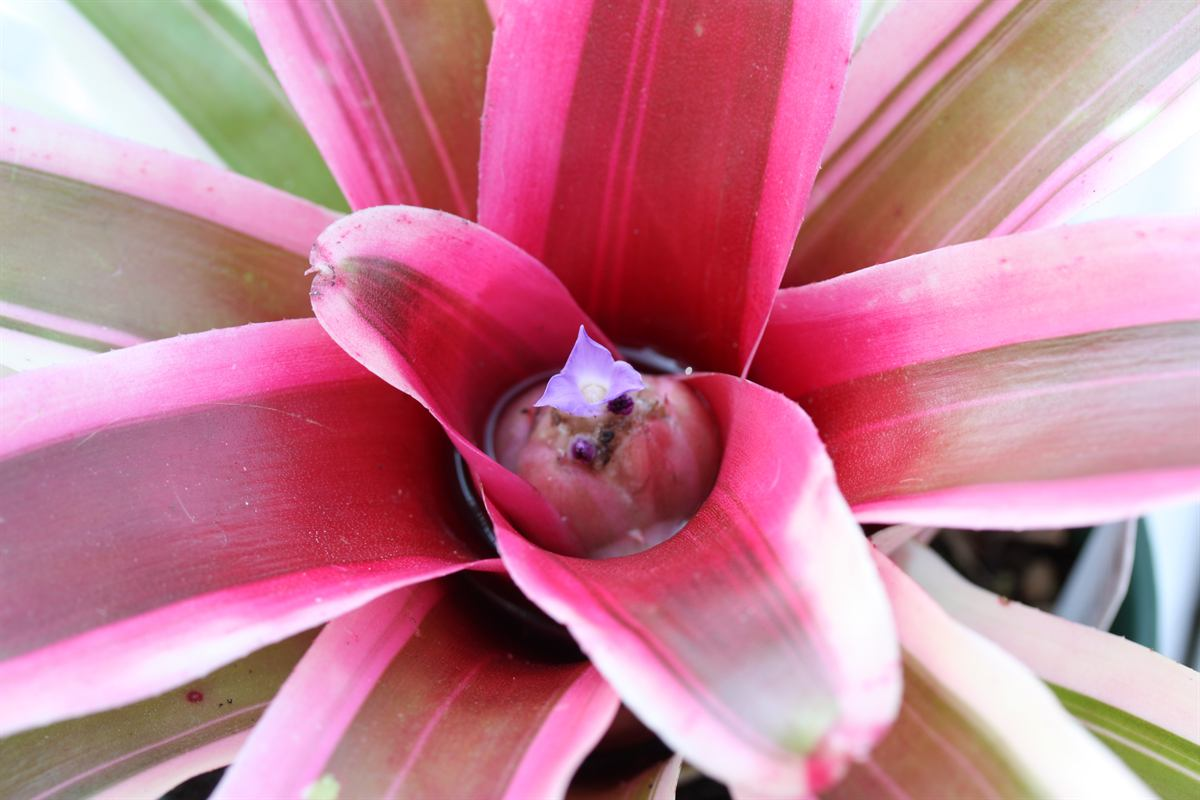
Neoregelia 'Annick': kruising tussen Neoregelia carolinae en Neoregelia 'Fireball'

Allan Ladd kruiste zijn uit zaad vermeerderbare 'Fireball' met Neoregelia carolinae 'Perfecta Tricolor' en creëerde zo Neoregelia 'Ladd's Choice', met een bonte streep in het midden van het blad, en Neoregelia 'Ladd's Extra Choice', met een bonte streep aan de rand van het blad.
Neoregelia 'Rosy Fireball', Neoregelia 'Gorrion' en Neoregelia 'Zoe' zijn rozebonte vormen met de formule Neoregelia ((carolinae lineated × 'Fireball') × 'Fireball') × 'Fireball', ontstaan toen de Costa Ricaanse kweker Chester Skotak een kruising tussen Neoregelia carolinae lineated en Neoregelia 'Fireball' tweemaal terugkruiste met 'Fireball'.
De sterk op 'Rosy Fireball' lijkende Neoregelia 'Donger' zou daarentegen geen hybride zijn, maar komt volgens de kweker voort uit een bonte scheut aan een reguliere 'Fireball'.

### Kruisingen met andereNeoregelia's
In het Bromeliad Cultivar Register worden de volgende hybriden tussen 'Fireball' en natuurvormen van andere soorten uit het geslacht Neoregelia genoemd. De uit een kruising voortkomende planten zijn vaak niet identiek en kunnen als verschillende cultivars worden geregistreerd.
| Zaadouder        | Stuifmeelouder | Cultivarnaam                                                                            | Opmerking |
| ---------------- | -------------- | --------------------------------------------------------------------------------------- | --- |
| 'Fireball'       | albiflora      | 'White Fire'                                                                            | |
| 'Fireball'       | ampullacea     | 'Cayenne'                                                                               | |
| 'Fireball'       | burlemarxii    | 'Firelight'                                                                             | |
| 'Fireball'       | carcharodon    | 'Scarlet Imp'                                                                           | |
| 'Fireball'       | carolinae      |                                                                                         | Geen cultivar met deze ouders. 'Janet Gregory' is ('Fireball' × carolinae) × (carolinae × 'Fireball' variegated).                                                                                      |
| 'Fireball'       | compacta       | 'Super Fireball'                                                                        | |
| 'Fireball'       | laevis         |                                                                                         | Geen cultivar met deze ouders. 'Hello' is ('Fireball' × laevis) × ('Fireball' × 'Marie'). |
| 'Fireball'       | melanodonta    | 'Ronald'                                                                                | |
| 'Fireball'       | olens          | 'Flaming Lovely'                                                                        | |
| 'Fireball'       | pauciflora     |                                                                                         | Geen cultivar met deze ouders. 'Kilihune' en 'Lilinoe' zijn ((carolinae × 'Fireball') × ('Fireball' × pauciflora)) × lilliputiana. 'Little Black' is ('Fireball' × pauciflora) × 'Morris Henry Hobbs'. |
| 'Fireball'       | princeps       | 'Granada'                                                                               | |
| 'Fireball'       | punctatissima  | 'Little Crystal'                                                                        | |
| 'Fireball'       | 'Red Of Rio'   | 'Baby Doll'                                                                             | Het is onduidelijk of 'Fireball' en 'Red Of Rio' identiek zijn. |
| 'Fireball'       | sarmentosa     | 'Crown Fire'                                                                            | |
| 'Fireball'       | tristis        | 'Spotty Scotty'                                                                         | |
| 'Fireball'       | wilsoniana     | 'Sara's Sunset'                                                                         | |
| 'Fireball'       | zonata         | 'Red Waves'                                                                             | |
| carolinae        | 'Fireball'     | 'Annick', 'Little Debbie','Little Rosita', 'Nonis', 'Roman Candle'                      | |
| chlorosticta     | 'Fireball'     | 'Gespacho (Gespacio)'(?), 'Lemon Drop',, 'Little Red Hen' 'Ruby Jean', 'Sitting Pretty' | |
| compacta         | 'Fireball'     | 'Fire Nymph', 'Fire Pixie', 'Fire Sprite'                                               | |
| lilliputiana     | 'Fireball'     | 'Chiquita Linda'                                                                        | |
| pauciflora       | 'Fireball'     | 'Pauciflora Red'                                                                        | |
| pineliana        | 'Red Of Rio'   | 'Red Pine'                                                                              | Het is onduidelijk of 'Fireball' en 'Red Of Rio' identiek zijn. |
| princeps         | 'Fireball'     |                                                                                         | Geen cultivar met deze ouders. 'Ember' is (carolinae × 'Fireball') × (princeps × 'Fireball'). |
| 'Punctate Red'   | 'Fireball'     | 'Fired Up Punc'                                                                         | |
| punctatissima(?) | 'Fireball'     | 'Ritzy',                                                                                | |
| smithii          | 'Fireball'     | 'Pesadilla'                                                                             | |
| tigrina          | 'Red Of Rio'   | 'Red Tiger'                                                                             | Het is onduidelijk of 'Fireball' en 'Red Of Rio' identiek zijn. |

### Kruisingen met andere geslachten
'Fireball' is ook gekruist met enkele andere bromeliasoorten uit de onderfamilie Bromelioideae:

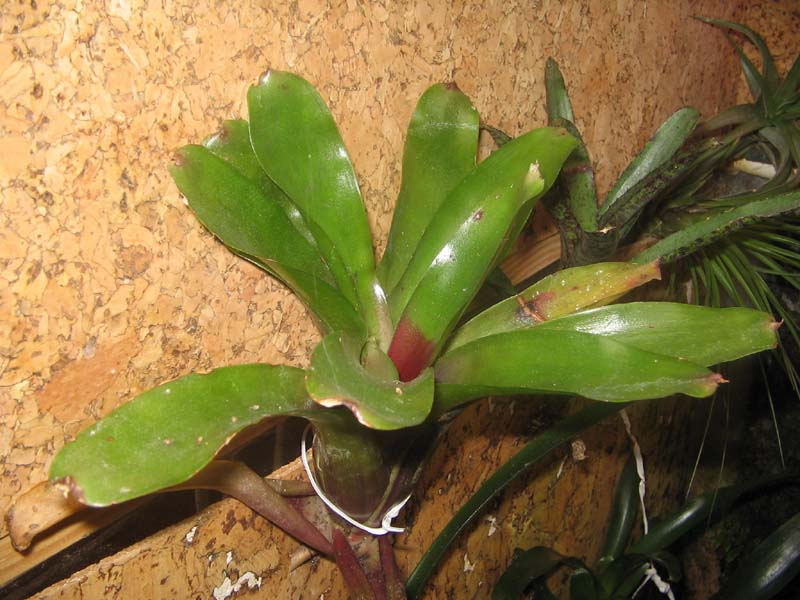
'Fireball' op een kurkplaat

| Zaadouder             | Stuifmeelouder                   | Naam kruising                                  | Opmerking |
| Neoregelia 'Fireball' | Aechmea recurvata var. benrathii | ×Neomea 'Munchkin'                             | |
| Orthophytum navioides | Neoregelia 'Fireball'            | ×Neophytum 'Firecracker'                       | |
| Nidularium burchellii | Neoregelia 'Fireball'            | ×Neostropsis 'B-Fire' ×Neostropsis 'Shadeball' | Neostropsis is een samentrekking van Neoregelia en Canistropsis (Canistropsis burchellii is een synoniem van Nidularium burchellii). 'B-Fire' en 'Shadeball' zijn identiek. |
| Nidularium innocentii | Neoregelia 'Fireball'            | n.v.t.                                         | |

## Verzorging
'Fireball' geldt als een gemakkelijke plant. De soort verlangt veel licht tot volle zon en idealiter een hoge luchtvochtigheid van boven de 60%, maar verdraagt ook droge huiskamerlucht. De rozetten moeten steeds gevuld zijn met water. Pijlgifkikkers leggen er graag hun eieren in, een reden dat de plant veel wordt gekweekt in terraria.
Stagnerend vocht rond de wortels kan leiden tot rot. Bij kweek in een bloempot moet het substraat daarom zeer luchtig en doorlatend zijn. 'Fireball' leent zich bij voldoende luchtvochtigheid ook voor blokcultuur, waarbij de wortels worden omwikkeld met veenmos of een soortgelijk product en de plant aan een tak, een blok boomvaren of een stuk kurkschors wordt bevestigd.
De temperatuur ligt bij voorkeur rond de 20°C, maar mag incidenteel zakken tot iets onder het nulpunt (winterhard in USDA-winterhardheidszone 10). Onderzoeken naar de precieze koudetolerantie geven geen eenduidig beeld. Er is gerapporteerd dat 'Fireball' blootstelling van enkele uren aan −3,3 tot −2,2 °C zonder of vrijwel zonder schade doorstaat, maar ook dat de plant onder die omstandigheden sterft of ernstige schade lijdt.